# Eusebios fra Nikomedia
|  | Andre personer med navnet Eusebios |
Eusebios fra Nikomedia var biskop af Berytus (nu Beirut) i Fønikien, senere af Nikomedia og til sidst patriark af Konstantinopel fra 338 og til sin død 342. Han var den som døbte Konstantin den Store.
Eusebios var en fjern slægtning af kejser Konstantin og dennes familie og kunne takke ham for sin forflytning fra et ganske ubetydeligt stift til det vigtigste biskopsæde. Selv den store magt han udøvede inden for kirken fik han af Konstantin. Med undtagelse af en kort periode nød Eusebios fuld tillid både hos Konstantin og Konstantin II, var vejleder for den senere kejser Julianus Apostata og døbte Konstantin den Store maj 337., Under Eusebios tid blev arianismen mere populær blandt medlemmerne af kongefamilien og det er sandsynligt at Eusebios havde en del betydning for arianismens fremgang i Konstantins husholdning.,
Ligesom Arius var Eusebios en af Lukianos af Antiokias (død 312) elever og det er troligt at han delte anskuelser med Arius lige fra begyndelsen. Han var nemlig en af Arius' mest hengivne tilhængere og senere tillige leder for arianerne.
Eusebios var mere politiker end noget andet. Han var i stand til at forflytte og landsforvise tre af arianismens mest fremtrædende personer som påtog sig det Første koncil i Nikæa: Eustathius af Antiochia 330, Athanasius af Alexandria 335 og Marcellus af Ancyra 336. Dette var ikke nogen lille bedrift eftersom Athanasius blev betragtet som en "Gudsmand" af Konstantin, og både Eustathius og Athanasius havde høje positioner inden for kirken.
Eusebios døde 342. Han var så indflydelserig at Konstantin II fulgte hans og Eudoxus af Konstantinopels råd at forsøge at konvertere romerriget til arianismen ved at skabe arianske råd og officielle arianske doktriner.